# Каан Урганджъоулу
Каан Урганджъоулу (на турски: Kaan Urgancıoğlu) е турски актьор. Най-известната му роля е в образа на Емир Козджуоулу в сериала „Черна любов“.

## Биография
Роден е в Измир, Турция на 8 май 1981 г. Завършва Частната турска гимназия, а след това заминава за Америка и завършва Американския колеж. През 2000 се връща в Турция, където завършва университет през 2007.
През 2002 Каан взима първата си роля в „Karaoğlan“ след кастинг, след което започва да се занимава с актьорско майсторство. От 2003 до 2007 получава роли в различни проекти. През 2008 заминава за Ню Йорк, където четири месеца посещава курсове в студио „Stella Adler“. Зад гърба си има над 30 проекта, в които е взел участие.
От 2015 Каан се снима в сериала „Черна любов“ в ролята на Емир.

## Личен живот
През 2012 Каан има връзка с Дерин Мермерчи.
На 19.06.2023 актьорът се жени за Бурджу Денизер в Атина, столицата на Гърция

## Филмография

### Телевизия
| Година | Заглавие             | Роля            |
| ------ | -------------------- | --------------- |
| 2002   | Karaoğlan            | Караоулан       |
| 2003   | Kampüsistan          | Толга           |
| 2004   | Европейска страна    |                 |
| 2005   | Yeniden Çalıkuşu     | Али             |
| 2005   | Körfez Ateşi         |                 |
| 2005   | Тиха нощ             | Анъл            |
| 2005   | Много ми липсваш     | Атеш Ертурч     |
| 2006   | Gülpare              |                 |
| 2006   | Ah Polis Olsam       | Комисар Назих   |
| 2006   | Път към отмъщението  | Йигит           |
| 2007   | Затворник            | Мехмет          |
| 2008   | Лимонено дърво       | Каан            |
| 2009   | Раздяла              | Дениз           |
| 2010   | Düriye'nin Güğümleri | Юмит            |
| 2011   | Един живот не стига  | Ерен            |
| 2011   | Лейля и Меджнун      | Беркан          |
| 2012   | Братът на врага      | Мехмет          |
| 2012   | Край или начало      | Тайфун          |
| 2012   | Странни истории      | Алпер           |
| 2013   | Изкушение            | Джан Вурал      |
| 2015   | Filinta              | Ото Петрович    |
| 2015   | Черна любов          | Емир Козджуоулу |

2021 || Присъдата Ългаз Кая

### Филми
| Година | Заглавие                           | Роля       |
| ------ | ---------------------------------- | ---------- |
| 2005   | Ispanaktan Nağmeler                |            |
| 2006   | Първа любов                        | Ариф Едже  |
| 2007   | Последен урок: Любов и университет | Улаш Атила |
| 2009   | Büşra                              | Титрек     |
| 2010   | Peşpeşe                            | Харун      |
| 2015   | Uzaklarda Arama                    | Тайфун     |